# 多伦县
多倫縣是中華人民共和國內蒙古自治區錫林郭勒盟轄下的一個縣，面積為3876平方公里，縣政府駐多伦淖尔镇。

## 歷史
- 在元代，这里属元上都附近的开平府。
- 在明代，明成祖朱棣北征回來時，因病駕崩的榆木川位于此处，該地为明朝疆域的北端。
- 清代以「七水泊」（现已干涸）在其北，得名「多伦诺尔」。这里是内蒙古和关内贸易的一个重要城市。康熙帝曾在这儿会盟喀尔喀蒙古诸部。雍正十年（1732年），因商民贸易日渐增多置多伦诺尔厅。1913年改置多伦县。

中華民國時期，多倫縣屬察哈爾省管轄

- 1914年起屬察哈爾特別區。1928年至1948年屬察哈爾省，1949年至1952年屬察哈爾省。
- 1919年中国西北边防军占领外蒙古军事行动的前线指挥所一度设在多伦。
- 在全面抗日战争爆发之前的1933年，吉鸿昌等指挥的察哈尔民众抗日同盟军曾一度将自九一八以来侵占此地的日军赶走。
- 1945年8月，苏蒙联军打败日军及蒙疆政府，苏蒙联军在多伦城区设立多伦苏维埃市，下辖多伦诺尔旗。
- 1949年5月，撤销多伦市建制，改设城关区。同年10月多伦县政府改称多伦县人民政府。
- 1950年8月，根据中华人民共和国中央政府内务部决定，多伦县划归内蒙古自治区，隶属察哈尔盟。
- 1958年10月，锡林郭勒盟和察哈尔盟合并，撤销察哈尔盟建制，多伦县隶属锡林郭勒盟至今。[2]

## 人口
根據第七次人口普查數據，截至2020年11月1日零時，多倫縣常住人口為103736人。
2003年统计人口約為10萬人。

## 行政区划
多伦县下辖3个镇、2个乡：
大北沟镇、多伦诺尔镇、滦源镇、蔡木山乡、西干沟乡和多伦新型工业化化工区。

## 环境保护
多倫縣因雨量稀少，只能勉強發展畜牧業。1997年後，沙漠化情形更形嚴重。2005年，該縣境內沙地面積已達2000多平方公里，占全縣總面積的5分之3，讓這個十四個國家級貧困區之一的縣，生活環境更為險峻，因此該縣境的大規模遷村行動依舊進行。